# Samerrott

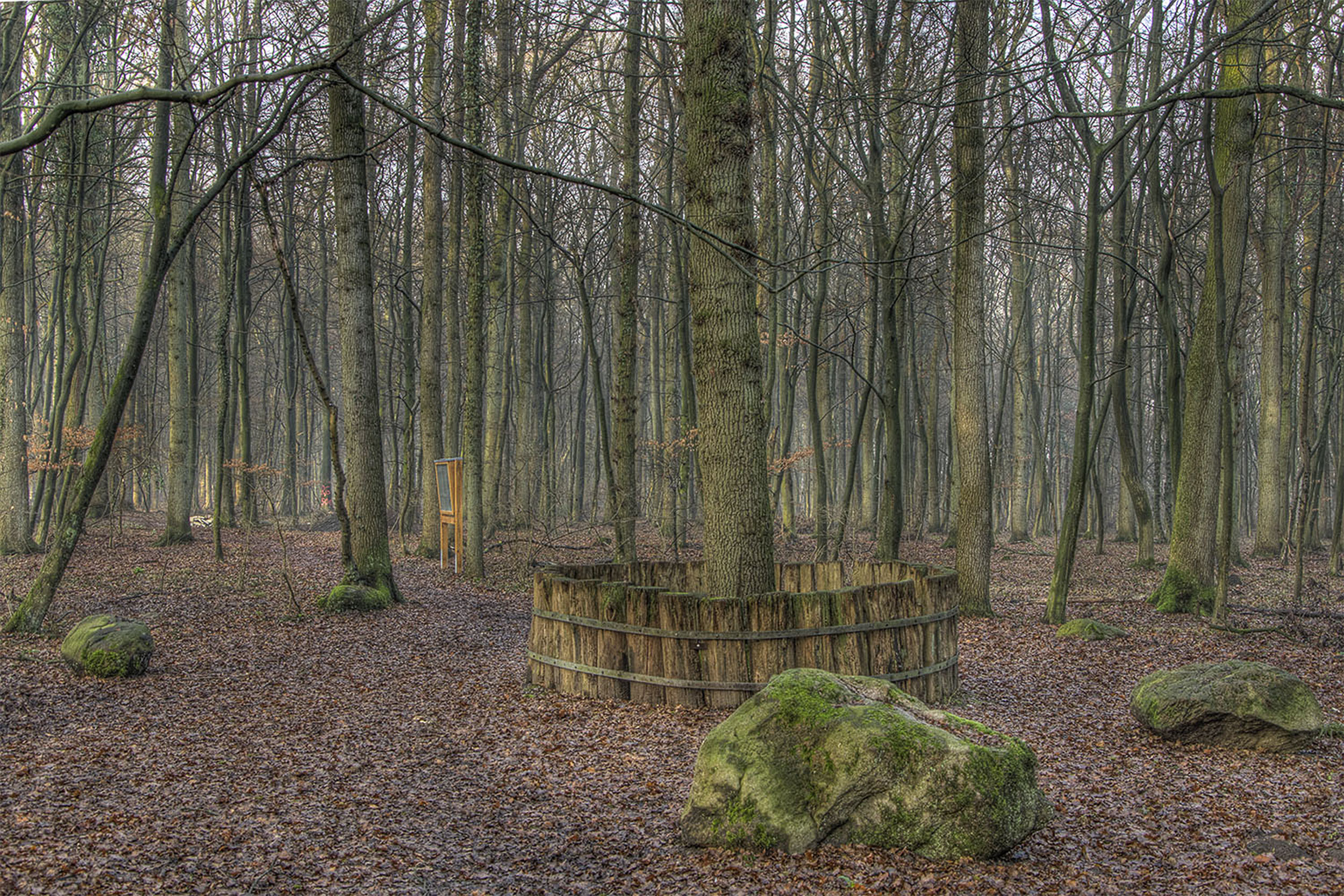
Der Rabenbaum im Samerrott

Das Samerrott, auch Samerott, ist ein 266 Hektar großes geschlossenes Forstgebiet in der Gemeinde Samern im niedersächsischen Landkreis Grafschaft Bentheim.
Das Samerrott wird seit Jahrhunderten als Markenwald bewirtschaftet, das heißt die einzelnen Eigentümer sind in einer Forstgenossenschaft zusammengeschlossen, die den Wald verwaltet. Als so genannter Feuchter Eichen- und Hainbuchen-Mischwald (LRT 9160) gehört er zu den niedersächsischen FFH-Gebieten und trägt die Nummer 63 3609-303.
Neben seiner Bedeutung für den Naturschutz und die Holzwirtschaft ist er vor allem wegen seiner mittelalterlichen Richtstätte am sagenumwobenen Rabenbaum bekannt.

## Geschichte
Das geschlossene Waldgebiet Samerrott ist eines der ältesten der Grafschaft Bentheim. Seine erste bekannte kartografische Darstellung stammt von 1744; der Wald und die markengenossenschaftliche Bewirtschaftung sind aber wesentlich älter. Die Bewirtschaftung erfolgte damals nach den „Verkörungsartikeln“, die die Rechte und Pflichten der Mitglieder, die Aufgaben des Vorstandes und die Bewirtschaftungsregeln festlegten. Auch heutzutage wird das Gebiet noch gemeinschaftlich bewirtschaftet. Sein Eigentümer ist der „Realverband Forstgenossenschaft Samerrott“; die Anteile an dem Wald sind jedoch personengebunden und frei handelbar.
Die forstfachliche Betreuung erfolgt durch die Forstorganisation der Landwirtschaftskammer Niedersachsen. Seit zirka 25 Jahren wird mit dem Ziel des Übergangs zur Dauerwaldwirtschaft auf flächige Abtriebe verzichtet. Die Vermarktung des Holzes erfolgt zum Teil über die traditionelle Versteigerung durch die Interessenten, zum Teil über die Forstbetriebsgemeinschaft Grafschaft Bentheim.
Der Baumbestand setzt sich überwiegend aus Eichen und Buchen zusammen. Die Qualität der Samerrotter Eichen wird überregional geschätzt und mit hohen Preisen honoriert.

## Name
Die Bezeichnung des Samerrotts und der Gemeinde Samern lassen sich aus der in den Archiven von Burgsteinfurt 1109 erstmals zu findenden Bezeichnung Zameron ableiten.

## Lage
Aufgrund des hannoverschen Gesetzes von 1842 wurde 1843 die Abgrenzung zur Samerschen Feldflur vorgenommen. Die bis heute überwiegend erhaltenen Grenzsteine tragen die Bezeichnung SR 1843 und sind von 1 bis 13 durchnummeriert. Der Stein mit der Nummer 1 steht an der Westseite des Waldes, dort, wo der Gemeindeweg Rheiner Damm in das Samerrott einmündet; der Stein mit der Nummer 13 steht an der Südseite.

## Rabenbaum
Im Zentrum des Samerrotts stand bis in das späte 19. Jahrhundert der sagenumwobene Rabenbaum, der einen Umfang von 11 m und einen Durchmesser von 3,5 m gehabt haben soll. Er war dem germanischen Gott Wodan geweiht, auf dessen Schultern zwei Raben saßen, die ihm weise Ratschläge gaben. Nach seinen Zeiten als geheiligter Naturtempel der Germanen wurde der Rabenbaum zu einer mittelalterlichen Thing- oder Richtstätte, später auch zum Treffpunkt der Malbauern des Samerrotts.
Der Sage von „Anna Holmer und den Wiedertäufern“ zufolge soll sich in dem ausgehöhlten mächtigen Baum 1535 der auf der Flucht vor den Häschern des Bischofs von Münster befindliche Täufer Jan Kuiper versteckt haben, bevor er von Malbauern entdeckt wurde, die ihn auf dem Hof Schulze Holmer in Samern versteckten. Dort habe sich Anna Holmer, Tochter des Malbauern und entlaufene Nonne, in ihn verliebt. Später soll Kuiper sich am Aufbau der Widerstandsgruppe Batenburger beteiligt haben, die in der Nachfolge der Münsteraner Täufer in der weiteren Umgebung von Emlichheim Angriffe auf herrschaftlichen Besitz organisierte.
Seine Krone verlor der Rabenbaum im Jahr 1798 bei einem Sturm. Später wurde der verbliebene, rund vier Meter hohe Stumpf von Unbekannten abgefackelt. Bauern umzäunten seinen einstigen Umfang mit eisengebundenen Eichenplanken in Form seiner ehemaligen Größe und pflanzten in seine Asche eine neue Eiche desselben Namens. Von dem ursprünglichen Baum sind nur noch zwei Holzstücke in einem Schaukasten erhalten und ein Holzring, der den Umfang des Baumes darstellen soll.